# Azylozaur
Azylozaur (Asylosaurus) – rodzaj późnotriasowego bazalnego zauropodomorfa, którego szczątki odkryto w Anglii. Jego nazwa oznacza „nienaruszony/nietknięty jaszczur” (dosłownie „jaszczur azylu”). 
Znany jest ze szczątków błędnie opisanych w 1836 przez Henry'ego Rileya i Samuela Stutchbury'ego jako należące do tekodontozaura. Zostały one dostarczone Uniwersytetowi Yale przez Othniela Charlesa Marsha między 1888 a 1890. Owe skamieniałości uniknęły zniszczenia podczas bombardowania w 1940 (podczas II wojny światowej), w odróżnieniu od holotypu tekodontozaura. W 2007 Peter Galton opisał wymienione wyżej kości jako należące do nowego zauropodomorfa, którego nazwał Asylosaurus yalensis. Epitet gatunkowy (yalensis) odnosi się do Uniwersytetu Yale, gdzie przechowywane były szczątki tego dinozaura. Ocalałe przed bombardowaniem skamieliny są oznaczone jako YPM 219 z większości pasa tułowia, żeber, gastraliów, obręczy barkowej, kości ramieniowych. Do azylozaura przypisano również fragmenty szyi, ogona, miednicy, kość ramienną i kończynę tylną. Może ona należeć do tego samego osobnika, co holotyp. Wymienione wyżej szczątki zostały znalezione w datowanych na retyk skałach w pobliżu Durdham Down w Clifton (dzielnicy Bristolu). Azylozaur ogólnie budową przypomina inne bazalne zauropodomorfy, na przykład tekodontozaura lub pantydrako, jednak różni się od nich budową kości ramieniowej. Azylozaur mógł być wszystko- lub roślinożerny.